# Michael Clarke Duncan
Michael Clarke Duncan (Chicago, 10 de dezembro de 1957 — Los Angeles, 3 de setembro de 2012) foi um ator e dublador norte-americano, mais conhecido por seu papel como John Coffey em The Green Mile, para o qual foi indicado a um Oscar e um Globo de Ouro. Ele também é reconhecido por suas aparições em filmes como Armageddon, The Whole Nine Yards, See Spot Run, Demolidor e A Ilha, bem como os papéis de voz atuando em obras como Irmão Urso, God of War II, Kung Fu Panda e Delgo e uma participação na sexta temporada de Dois Homens e Meio.

## Carreira

### O início de carreira
Antes de se tornar ator, Michael Clarke Duncan foi segurança de alguns astros de Hollywood como Will Smith e Martin Lawrence. Profissão que foi lhe rendendo pequenos papéis em filmes e seriados.
Seu primeiro filme foi Friday em 1995, porém o papel foi tão pequeno que ele sequer foi incluído nos créditos finais.

### O primeiro filme de destaque
As coisas começaram a mudar para Michael Clarke Duncan em 1998, com Armageddon, filme em que ele despertou a atenção de produtores e inclusive do astro do filme, Bruce Willis.
E foi exatamente Bruce Willis que em uma conversa com o diretor e produtor Frank Darabont, indicou Michael para o que viria a ser o papel de maior destaque em sua carreira, John Coffey em The Green Mile, chamado no Brasil de A Espera de um Milagre.

### Depois de The Green Mile
Após o sucesso em The Green Mile (À Espera de um Milagre), Michael vinha aparecendo com frequência nos cinemas em diversos filmes.
No ano 2000, voltou a atuar com Bruce Willis em The Whole Nine Yards (Meu Vizinho Mafioso), participou também de Planet of the Apes (Planeta dos Macacos), See Spot Run (Spot - Um Cão da Pesada), The Scorpion King (O Escorpião Rei), Daredevil (Demolidor - O Homem Sem Medo), Pursued (Perseguição), Sin City (Sin City - A Cidade do Pecado), The Island (A Ilha), Talladega Nights: The Ballad of Ricky Bobby (Ricky Bobby - A Toda Velocidade), School for Scoundrels (Escola de Idiotas) e teve participação em um episódio da série Dois Homens e Meio (br: Dois Homens e Meio), além de ter estrelado em 2009 a comédia The Slammin' Salmon (br: Comendo pelas Beiradas).
Michael Clarke tornou-se vegetariano, tendo inclusive feito um vídeo-propaganda para a PETA (People for the Ethical Treatment of Animals).

### Dublagens
Em 2000 fez a voz do Personagem Hawk no jogo Soldier of Fortune Platinum, em 2001 Mike fez a voz de Sam em Cats & Dogs (Como Cães e Gatos), dois anos mais tarde foi a vez de Tug em Brother Bear (Irmão Urso), em 2006 voltou a fazer a voz de Tug em Brother Bear 2 (Irmão Urso 2) e também a voz do personagem Benjamin King no jogo Saints Row.
No ano de 2007 fez a voz do Titã Atlas no jogo God of War II. Em 2011 fez a voz do alienígena Kilowog em Lanterna Verde. Também Dublou Blackmore em The Suffering: Ties That Bird.  Em 2012 dublou Groot no episodio Guardiões da Galáxia do desenho Ultimate Homem-Aranha. Durante os créditos finais do episódio, foi feita homenagem a Michael, escrito "Ele foi o Groot".

## Morte
Em 13 de julho de 2012, Michael sofreu um infarto, mas foi reanimado pela sua noiva Omarosa Manigault e desde então estava internado num estado grave. No dia 3 de setembro de 2012, o ator faleceu aos 54 anos de idade, devido a problemas cardíacos no hospital, em Los Angeles.
Ele foi sepultado no dia 7 de setembro de 2012 no cemitério da Califórnia.

## Filmografia
| Cinema e Televisão | Cinema e Televisão                                           | Cinema e Televisão                                                        | Cinema e Televisão               | Cinema e Televisão |
| Ano                | Título                                                       | Título em português                                                       | Papel                            | Obs. |
| ------------------ | ------------------------------------------------------------ | ------------------------------------------------------------------------- | -------------------------------- | --- |
| 1995               | Friday                                                       |                                                                           | Jogador de dados                 | Não-creditado |
| 1997               | Back in Business                                             |                                                                           | Guarda imenso                    | |
| 1998               | Caught Up                                                    |                                                                           | BB                               | |
| 1998               | The Players Club                                             |                                                                           | Guarda-costas                    | |
| 1998               | Bulworth                                                     | br: Politicamente Incorreto pt: Candidato em Perigo                       | Leão-de-chácara                  | |
| 1998               | Armageddon                                                   |                                                                           | Bear                             | |
| 1998               | A Night at the Roxbury                                       | br: Os Estragos de Sábado à Noite pt: Uma Noite no Roxbury                | Leão-de-chácara                  | |
| 1999               | Breakfast of Champions                                       |                                                                           | Eli                              | |
| 1999               | Sister, Sister                                               |                                                                           | Big Earl                         | |
| 1999               | Underground Comedy Movie                                     |                                                                           | Virgem gay                       | |
| 1999               | The Black and the White                                      |                                                                           | Earl Clayton                     | |
| 1999               | The Green Mile                                               | br/pt: À Espera de um Milagre                                             | John Coffey                      | Black Reel Award de melhor ator coadjuvante Broadcast Film Critics Association Award de melhor ator coadjuvante Saturn Award de melhor ator coadjuvante Oscar de melhor ator coadjuvante Chicago Film Critics Association Award de melhor ator coadjuvante Globo de Ouro de melhor ator coadjuvante NAACP Image Award de ator coadjuvante de destaque em longa-metragem MTV Movie Award de performance de destaque Online Film Critics Society Award de melhor ator coadjuvante Screen Actors Guild Award de performance de destaque de elenco em longa-metragem Screen Actors Guild Award de performance de destaque de ator em papel coadjuvante. |
| 2000               | The Whole Nine Yards                                         | br: Meu Vizinho Mafioso pt: Falsas Aparências                             | Franklin "Frankie Figs" Figueroa | Blockbuster Entertainment Award de ator coadjuvante favorito |
| 2000               | Soldier of Fortune Platinum                                  |                                                                           | Aaron "Hawk" Parsons             | Videogame Voz |
| 2001               | See Spot Run                                                 | br: Spot - Um Cão da Pesada pt: Spot                                      | Murdoch                          | |
| 2001               | Cats & Dogs                                                  | br/pt: Como Cães e Gatos                                                  | Sam                              | Voz |
| 2001               | They Call Me Sirr                                            |                                                                           | Técnico Griffin                  | |
| 2001               | Planet of the Apes                                           | br/pt: Planeta dos Macacos                                                | Attar                            | |
| 2002               | The Scorpion King                                            | br: O Escorpião Rei                                                       | Balthazar                        | |
| 2003               | Daredevil                                                    | br/pt: Demolidor - O Homem sem Medo                                       | Wilson Fisk / Rei do Crime       | |
| 2003               | Brother Bear                                                 | br: Irmão Urso pt: Kenai e Koda                                           | Tug                              | Voz |
| 2003               | Spider-Man: The New Animated Series                          |                                                                           | Wilson Fisk / Rei do Crime       | Voz |
| 2003               | George of the Jungle 2                                       | br: George, o Rei da Floresta 2 pt: George - O Rei da Selva 2             | Leão feroz                       | Voz |
| 2004               | D.E.B.S.                                                     |                                                                           | Sr. Phipps                       | |
| 2004               | George and the Dragon                                        |                                                                           | Tarik                            | |
| 2004               | The Land Before Time XI: Invasion of the Tinysauruses        |                                                                           | Big Daddy the Mussaurus          | Voz |
| 2004               | Pursued                                                      |                                                                           | Franklin                         | |
| 2005               | The Golden Blaze                                             |                                                                           | Thomas Tatum/Quake               | |
| 2005               | Racing Stripes                                               | br: Deu Zebra pt: Corrida (a)Rriscada                                     | Clydesdale                       | Voz |
| 2005               | Sin City                                                     | br: Sin City: A Cidade do Pecado                                          | Manute                           | |
| 2005               | The Producers                                                | br/pt: Os Produtores                                                      | Contador                         | Cenas eliminadas |
| 2005               | Dinotopia: Quest for the Ruby Sunstone                       |                                                                           | Stinktooth, o Tiranossauro       | Voz |
| 2005               | The Island                                                   | br/pt: A Ilha                                                             | Starkweather                     | |
| 2005               | Filme de melhores momentos da edição de 2005 da World Series |                                                                           | Narrador                         | Voz |
| 2006               | Air Buddies                                                  | br: Bud: Uma nova Cãofusão pt: Air Buddies: Missão Salvar os Pais         | The Wolf                         | Voz |
| 2006               | Talladega Nights: The Ballad of Ricky Bobby                  | br: Ricky Bobby - A Toda Velocidade pt: As Corridas Loucas de Ricky Bobby | Lucius Washington                | |
| 2006               | Brother Bear 2                                               | br: Irmão Urso 2: Os Alces estão Numa Boa pt: Kenai e Koda 2              | Tug                              | Voz |
| 2006               | School for Scoundrels                                        |                                                                           | Lesher                           | |
|                    | Saints Row                                                   |                                                                           | Benjamin King                    | Voz |
| 2007               | The Last Mimzy                                               |                                                                           | Nathaniel Broadman               | |
| 2007               | American Crude                                               |                                                                           | Spinks                           | |
| 2007               | One Way                                                      |                                                                           | O General                        | |
| 2007               | God of War II                                                |                                                                           | Atlas                            | Videogame Voz |
| 2007               | Slipstream                                                   |                                                                           | Mort / Phil                      | |
|                    | Dois Homens e Meio                                           | Dois Homens e Meio                                                        | Jerome "Mad Dog" Burnett         | 2 Episódios |
| 2008               | Welcome Home Roscoe Jenkins                                  | O Bom Filho a Casa Torna                                                  | Otis                             | |
| 2008               | Chuck                                                        |                                                                           | Colt                             | |
| 2008               | The Suite Life of Zack and Cody                              |                                                                           | Técnico Little                   | Um episódio |
| 2008               | Delgo                                                        |                                                                           | Elder Marley                     | |
| 2009               | The Slammin' Salmon                                          | br/pt Comendo pelas Beiradas                                              | Cleon "Slammin'" Salmon          | |
| 2009               | Street Fighter: The Legend of Chun-Li                        |                                                                           | Balrog                           | |
| 2010               | The Story                                                    |                                                                           | Traficante                       | |
| 2010               | Redemption Road                                              |                                                                           | Augy                             | |
| 2010               | The Club                                                     |                                                                           | Narrador                         | Voz Série da MLB Network |
| 2011               | Cross                                                        |                                                                           | Erlik                            | |
| 2011               | Green Lantern                                                |                                                                           | Kilowog                          | Voz |
| 2012               | The Finder                                                   |                                                                           | Leo Knox                         | |
| 2012               | The Sibling                                                  | O Despertar Do Mal                                                        | Addison                          | |
| 2012               | From the Rough                                               |                                                                           | Roger                            | |
| 2012               | The High Fructose Adventures of Annoying Orange              |                                                                           | Rei Marshmallow                  | Voz Um episódio |
| 2012               | Into the Hive                                                |                                                                           | Sr. Hollis                       | |
| 2012               | The Challenger                                               |                                                                           | Duane                            | |